# أنميتسو
أنميتسو (باليابانيّة: あんみつ وتكتب أحيانًا نادرة 餡蜜) هي حَلْوى يابانيَّة مشهورة منذ قُرون عديدة. تتكوَّن من مكعّبات صغيرة من هلام الأغار، وهلام أبيض شفّاف مصنوع من الطّحالب الحمراء. يُذوَّب الأغار في الماء، أو في عصير الفواكه (مثل عصير التفّاح) من أجل تكوين الهلام. تُقدَّم في زُبْدِيَّة (طاسَة) مع هريس الفاصولياء الحمراء الحلوة المذاق (أزوكي)، والذي يُسمّى باليابانيَّة «أنكو»، وشرائح الأناناس، والكرز. يُقدّم الأنميتسو مع إناء صغير يحتوي على عصير أسود اللّون حُلو المذاق (باليابانيّة: ميتسو، وهو جزء من كلمة: أنميتسو) يُسكَب على الهلام قبل أكله. تؤكل حلوى أنميتسو بواسطة شوكة، وملعقة. هناك أصناف عديدة من هذه الحلوى. على سبيل المثال: ميتسومامه هي نوع من الأنميتسو من دون هريس الفاصولياء الحمراء، تعني كلمة «مامي» أنّ هريس الفاصولياء يُقدّم مع العصير، والأنكو. قشدة أنميتسو هي عبارة عن أنميتسو مع البوظة من فوقها، ومن الشّائع أيضًا وضع شيراتاما دانغو فوقها.

## اقرأ أيضاً
- قائمة الحلويات اليابانية